# Maggie vaknar på balkongen
Maggie vaknar på balkongen är en svensk-finländsk dokumentärfilm från 2008 i regi av Ester Martin Bergsmark och Mark Hammarberg, i samarbete med Beatrice "Maggie" Andersson. 

## Om filmen
Filmen hade svensk biopremiär den 11 april 2008. Festivalpremiär på Göteborg International Film Festival. Special mentions på Tempo Dokumentärfestival och CPH:DOX. Nominerad till bästa nordiska dokumentärfilm på Nordisk Panorama. Tilldelad Guldbaggen för bästa dokumentärfilm 2008.
Filmen är producerad av Silverosa Film i samproduktion med Film i Skåne, DO films Oy och Rut Film. Lukas Moodysson medverkade som kreativt stöd.